# 军事委员会别动军
军事委员会别动军，简称别动军，是抗战时期军统局在各战区组建的武装特务部队。

## 历史
1937年淞沪抗战爆发后，9月4日国民党总裁蒋介石电令成立“苏浙行动委员会”，戴笠与杜月笙在上海的三极无线电学校内成立了等备委员会，其中筹备委员包括广东省政府主席吴铁城、金融工商界的吴祖贻、钱新之，军界和警察界的吉章简、蔡勁军等，而戴笠和杜月笙为筹备委员会联系人。不久，蒋介石钦定委员为杜月笙、杨虎、钱永铭、刘志陆、张啸林、吴祖贻、张治中、戴笠、宋子文、吴铁城、俞鸿钧、吉章简、蔡劲军、俞作柏。杜月笙、戴笠、刘志陆三人为常务委员，书记长戴笠。委员会设机要、总务、侦察、军事、技术、调査、交通、宣传等8个部门，各个部门的负责人都是戴笠手下的军统干将。要求在一个月内，组建一支有一万人的游击特务武装，袭扰牵制日军、肃清奸谍。“苏浙行动委员会别动队”迅速建成，当时有1.08万人，绝大多数是上海青洪帮成员：
- 总指挥：刘志陆（出身粤系而且和杜月笙同为青帮“悟”字辈的大佬，从正在浦东作战的第8集团军张发奎部队抽调600名班长、副班长作为基层骨干）
- 参谋长：王敬久(87师师长)/杨振华（嫡系第87师参谋长）
- 第一支队支队长何行健（杜月笙得力门徒），主要由青帮分子组成
  - 第三大队：成员大多是张执一、余纪一等共产党人和左翼进步人士，大队长任达是共产党员。
- 第二支队支队长陸京士（杜月笙的大弟子），主要由上海帮派工人组成
- 第三支队支队长朱学范（中国劳动协会常务理事，杜月笙门徒），主要由上海帮派工人组成
- 第四支队支队长张邺，主要由京沪沿线上的军统特工组成
- 第五支队支队长陶一珊，由军训队的高中生为主
- 特务大队大队长赵理君
- 别动队北方支队：总指挥王天木，副总指挥陈恭澍

戴笠想方设法从各处调来懂军事的精英人才，其中包括600多名正规军校毕业的尉校级军官作为军事干部、100多名南京中央警官学校毕业生作为政治军官、200多名南京特务处本部的中高级干部。戴笠先后设立了“军事委员会苏浙行动委员会青浦特别训练班”（余乐醒任副主任兼教务主任，并全权负责筹办，共有408名学员）、松江特训班（谢力公出任副主任兼教务主任）、佘山教导团，专门从别动队的青年学生中选拔人员进行培训。
由于淞沪会战的形势日益紧张，刚刚组建的别动队未经训练就被紧急派往火线。在沪西、南市、浦东、苏州河两岸及京沪、沪杭两条铁路沿线，维护交通，掩护主力作战与转移，同时以游击战对日军作战。随着战局的逆转，连统一的军装都没有，只装备步枪手榴弹的别动队在苏州河、南市、奉贤和上海县投入对日军的正面作战，伤亡惨重。别动队在淞沪会战中的阵亡者超过2700人，受伤5000多人。11月上旬上海沦陷后，别动队第一、第二支队余部在浦东转入敌后游击战，第三支队余部撤入租界继续在军统领导下进行抗日活动，第四支队基本损失殆尽，第五支队余部则化整为零转入地下。1937年12月，苏浙行动委员会军事组长俞作柏率别动队余部1700余人撤至安徽省祁门县历口镇。1937年底，北方支队也在河北宝坻附近遭到日军合围，全军覆没。1938年1月，第一支队余部由何行健率领经奉化撤至遂安，与军统毛森在浙江江山开办的游击干部训练班在东阳合编为别动队浙东支队。随后，戴笠将安徽和浙江两地的别动队余部统一整编为苏浙行动委员会别动队教导团，其中在安徽的部队整编为教导第1团，在浙江的部队整编为教导第2团，戴笠兼任总团长，俞作柏任副总团长，负实际指挥责任。1938年3月，经蒋批准，在两个教导团的基础上，戴笠“收容整编流散浦东及沪杭沿线的国军，加强敌后游击工作”，至4月底，别动队已经发展到五个支队、一个直属大队以及南京行动总队、上海行动总队，连同教导第1团、第2团，总兵力又恢复到一万余人。为避免与康泽所领导的别动队混淆，经蒋批准，于1938年5月将别动队改称“苏浙行动委员会忠义救国军”，总指挥由戴笠兼任。
1942年3月与英国合作在重庆成立军事委员会别动军。军统在各战区的各游杂部队（奋勇队、铁路破坏队、忠义救国军等）均改编为别动军十个纵队。建制序列名称为纵队、支队、大队、队、组，三三制。1943年改与美国合作，由中美技术合作所训练班负责训练。
- 司令周伟龙（兼中美合作所参谋长）、（1943年秋起）徐志道
- 副司令陶一珊 （1944年9月从中美特种技术合作所南宁训练班副主任升任）
- 司令办公室
- 机要室
- 军法室
- 参谋处
- 副官处
- 经理处
- 编译处
- 政训处
- 交通处
- 特务大队
- 电讯总台
- 野战医院
- 重庆办事处
- 贵阳办事处
- 别动军第2纵队指挥官杨遇春 湖南
- 别动军第3纵队指挥官徐光英 桂东南
- 别动军第4纵队指挥官何际元 湖南
- 别动军第5纵队指挥官刘慕德 豫中
- 别动军第6纵队指挥官徐志道/1943年秋岳独远(军统河南站站长)，副指挥官聂宗焕(军统湖南站）、参谋长曲云章，参谋主任张冠三、副官主任华振东。纵队指挥部设在老河口马家岗。 1940年秋，军统名义派军令部高参徐志道少将带了一批特务到鄂西北第五战区司令长官部统一军事谍报工作，成立了谍报督导组，隶属于司令长官部参谋处，在各集团军设支队、军设大队、师设中队，另外还在安徽、信阳、随县、钟祥设立直属大队。到1941年，徐志道已形成从上到下由自己掌握的体系，就建立了别动军第六纵队。下设有一股(参谋)股长彭某，二股(行动)股长李如金等。指挥部设有自己的电台、禁闭室、特务排。1942年春戴笠亲临马家岗视察，向徐志道布置任务。抗战胜利后，别动军六纵队改编成交警总队，聂为总队长，张冠三任副总队长，调至山东胶东地区。
- 别动军第13纵队：抗战后由汪伪税警总团一部改编,总队长为熊剑东
- 别动军第14纵队：抗战后由汪伪税警总团一部改编,总队长为徐肇明。

1946年4月别动军改编为交通警察总局所属各交警总队。